# Понор (коммуна)
Понор (рум. Ponor) — коммуна в составе жудеца Алба (Румыния).

## Состав
В состав коммуны входят следующие населённые пункты:
- Дупэ-Дял (După Deal)
- Джоджел (Geogel)
- Мэкэрешти (Măcărești)
- Понор (Ponor)
- Валя-Букурулуй (Valea Bucurului)
- Вале-ин-Жос (Vale în Jos)

## Население
Согласно переписи населения 2011 года, в коммуне проживало 540 человек, 96,29 % которых были румынами.

## Достопримечательности
- Деревянная церковь Св.архангелов Михаила и Гавриила в деревне Джоджел
- Охраняемая природная территория «Вынэтэриле Понорулуй» (5 га) у деревни Вале-ин-Жос
- Охраняемая природная территория «Кейле Джоджелулуй» (5 га) у деревни Джоджел